# Elie Radu
Elie Radu (n. 20 aprilie 1853, Botoșani – d. 10 octombrie 1931) a fost un inginer constructor de poduri și șosele, pedagog și academician român. S-a dovedit un luptător pentru drepturile profesionale ale inginerilor, a stimulat și a îndrumat creația inginerească. A deținut funcția de președinte al Societății Politehnice în anii 1898, 1903 și 1904 și al Secției I a Asociației Generală a Inginerilor din România (AGIR), în 1918.

## Studii
Elie Radu a văzut lumina zilei într-o epocă de mari prefaceri pentru Moldova, la 20 aprilie 1853, la Botoșani. După absolvirea școlii primare și a gimnaziului la Botoșani, a fost trimis la Iași ca să-și continue studiile la Colegiul Național (una dintre instituțiile continuatoare ale fostei Academii Mihăileane). Tatăl său, om receptiv pentru progres și învățătură, l-a încurajat pe Elie în hotărârea lui de a deveni inginer. Astfel, tânărul Elie a plecat la Bruxelles, în anul 1872, unde a urmat cursurile la Școala Politehnică, pe care a absolvit-o în 1877, obținând titlul de inginer diplomat. În decembrie 1877, după întoarcerea în țară, își realizează visul adolescenței intrând în serviciul Ministerului Lucrărilor Publice, unde debutează ca inginer alături de Anghel Saligny (1854-1920), la controlul liniei ferate Ploiești-Predeal.

## Activitatea didactică
În 1894 a fost numit profesor la Școala Națională de Poduri și Construcții Civile, unde a predat cursurile de "Trigonometrie, Poduri și Construcții Civile". La înființarea Școlii Politehnice din București, în 1920, va preda aici cursurile: "Edilitate", care se referea la canalizarea și aprovizionarea cu apă a centrelor urbane și "Procedee generale de construcții". Având în vedere realizările sale importante, Academia Română l-a ales Membru de Onoare în anul 1927.
S-a stins din viață la 10 octombrie 1931, la vârsta de 78 de ani, după o muncă neîntreruptă, lăsând în urmă o operă durabilă.

## Proiecte și lucrări realizate
Elie Radu a contribuit la construirea șoselelor transcarpatice, realizate după Marea Unire cu Transilvania. În Ministerul Lucrărilor Publice a avansat continuu, ocupând funcții ca subdirector, director și director general, ajungând la gradul de inginer inspector general clasa I. A construit 650 km de căi ferate după concepții proprii. Una dintre cele mai importante trasee de cale ferată realizate de el este linia Târgu Ocna - Comănești - Palanca. A proiectat și realizat numeroase poduri din beton armat și tabliere metalice, o realizare deosebită fiind considerată legarea malurilor Siretului prin opt poduri. În 1889, Elie Radu a realizat o stație de captare a apei subterane la Bragadiru, unică în Europa, și prima rețea de alimentare a orașului București. Ulterior, a mai realizat și alimentarea cu apă a orașelor: Botoșani, Sinaia, Turnu Severin, Târgoviște, Iași. I se datorează proiectarea și construirea a 60 de clădiri de gări, remarcabile fiind cele de la Curtea de Argeș, Comănești și Galați. Sub conducerea sa, a fost proiectată si realizată construcția clădirii Ministerului Lucrărilor Publice, în prezent Primăria Capitalei.

### Șosele
- Moroieni - Sinaia
- Lotru - Câineni
- Comănești - Palanca
- Târgu Ocna - Slănic-Moldova
- Dolhasca - Hârlău
- Călărași - Lehliu

### Căi ferate, poduri, stații feroviare
- Târgu Ocna - Comănești - Palanca (1888, 1895-1897)
- Ploiești - Predeal (împreună cu Anghel Saligny)
- Câmpina - Doftana
- Craiova - Calafat
- Cucuteni - Todireni - Dorohoi
- Focșani - Odobești
- Târgoviște - Pucioasa
- Comănești - Moinești
- Galați - Bârlad
- Pitești - Curtea de Argeș
- Podu Iloaiei - Hârlău
- Pucioasa - Pietroșița
- Buda - Slănic (Prahova)
- Bacău - Bicaz
- Poduri din beton armat și tăbliere metalice, legarea malurilor Siretului prin opt poduri.
- Poduri de șosea din beton armat peste Olt (la Slatina), peste Jiu (la Craiova – arc cu tiranți), Vedea, Teleorman, Argeș, Râul Doamnei, Prahova.
- Poduri de șosea metalice peste Jiu, Olt (trei poduri), Olteț, Lotru, Gura Văii, Argeș (șase poduri), Siret, Bistrița, Trotuș, Dofteana, Uz, Buzău (două poduri), Bârlad
- Podurile de pe căile ferate

Au existat două curente de arhitectură ale gărilor: în Moldova și în Muntenia au fost împrumutate prototipurile austriece, iar în Dobrogea și pe linia București-Giurgiu s-au reprodus tipurile de gări englezești și germane.
- Gara Comănești
- Gara Curtea de Argeș
- Gara Galați
- Gara Moinești
- Gările Calafat, Băilești, Frumușița, Hârlău, Belcești, Buciumeni, Fieni și alte 59.

### Domeniu edilitar
- Stația de captare a apei Bragadiru (1901) - cea mai mare captare centralizată a apelor subterane din Europa.
- Stația de captare a apei Iași
- Stații de captare a apei la: Sinaia, Târgu Ocna, Turnu Severin, Sulina, Botoșani, Târgoviște, Brăila, Pitești
- Canalizări: Sinaia și Turnu Severin.
- Castele de apă: Brăila, Turnu Severin
- Amfiteatrul construit la Arenele romane, în anul 1906, în timp ce se pregătea inaugurarea Parcului Carol I.
- Primăria Municipiului București[2]